# Argyrospila
Argyrospila là một chi bướm đêm thuộc họ Noctuidae.

## Các loài
- Argyrospila striata Staudinger, 1897
- Argyrospila succinea (Esper, [1798])